# Fogatie Aserie
Fogatie Aserie is een Surinaams politicus. Hij is sinds 2020 lid van De Nationale Assemblée (DNA) voor de ABOP.

## Biografie
Aserie is afkomstig uit Brokopondo en lid van de Algemene Bevrijdings- en Ontwikkelingspartij (ABOP). Tijdens de verkiezingen van 2015 kandideerde hij op plaats 2 maar werd niet verkozen.
Tijdens de verkiezingen van 2020 kandideerde hij opnieuw op plaats 2. Hij werd niet direct gekozen, maar trad uiteindelijk toch toe toen Diana Pokie DNA verruilde voor het ministerschap in het de nieuwe regering. Hij werd beëdigd op 7 augustus 2020.
Op 6 oktober 2024 schoot hij met een pistool van het type Glock 43 mm op zijn mobiele telefoon. Het voorval gebeurde langs de Oost-Westverbinding en werd op video opgenomen door omstanders. Naar verluidt zou hij door een vriendin gebeld zijn terwijl zijn vrouw naast hem zat in de auto. Ondanks dat hij een vergunning had, nam de politie het wapen na overleg met het Openbaar Ministerie in beslag. Hierna mocht hij het politiebureau verlaten.